# Claudio Vagheggi
Claudio Vagheggi (Lucignano, 4 ottobre 1956) è un procuratore sportivo ed ex calciatore italiano, di ruolo attaccante.

## Carriera

### Giocatore
Vanta 34 presenze e 2 gol in Serie A con Udinese e Napoli.
Debutta nel calcio professionistico col Montevarchi nel 1974, per poi vestire le maglie di Varese e Alessandria. Nel 1978 viene acquistato dall'Udinese, con la quale vince il campionato di Serie B al suo primo anno in maglia bianconera. La stagione successiva, oltre a debuttare in massima serie, vince anche la Coppa Mitropa, ma nel 1980 si trasferisce al L.R. Vicenza. L'anno dopo arriva in una grande piazza come quella della Lazio, seppur in B, e nella stagione seguente andrà in un'altra importante realtà come quella di Napoli.
Dopo varie esperienze in provincia con Cavese, Pescara e Campobasso oltreché un ritorno a Udine, chiude la carriera calcistica nelle file della Sambenedettese.

### Dopo il ritiro
Al termine dell'attività agonistica è diventato procuratore sportivo; tra i suoi assistiti i calciatori Kwadwo Asamoah, Mehdi Benatia, Mauricio Isla e Luis Muriel.

## Palmarès

### Competizioni nazionali
- Campionato italiano di Serie B: 1

Udinese: 1978-1979

### Competizioni internazionali
- Coppa Mitropa: 1

Udinese: 1979-1980